# 紫竹观音庵
紫竹观音庵位于扬州市广陵区东关街道槐树脚小井巷5号。东邻为吴道台宅第，西距朱自清旧居一百米左右。现为大杂院。1982年公布为扬州市文物保护单位。

## 历史
紫竹观音庵建于民国二十五年（1936年）正月，由住持融慈建造，系晚清父子传胪：陈嘉树（号仲云）、陈彝（字六舟）的陈氏家族所筑之家庵，是扬州市区最晚建成的寺庙。

## 建筑
紫竹观音庵建筑保存完好，坐北朝南，前后三进，占地约1260平方米。第一进面阔七间，二、三进面阔均为五间。均为硬山顶。第三进大殿进深七檩，高7.8米。